# Villa romaine de Noheda
La villa romaine de Noheda est un site archéologique situé à Noheda, sur la commune de Villar de Domingo García (Cuenca, Espagne). Il correspondrait à la ville romaine antique d'Urbiaca, bien que selon une autre théorie Urbiaca serait situé à Turolense de Cella. Le site se trouve sur un terrain en pente légère délimité au sud par le ruisseau Chillarón. Plus au sud se situent les collines de la Muela et El Castillejo, attenant à Noheda. Au nord se trouve la montagne de Sacedoncillo et à l'ouest la route nationale N-320. Le site abrite la plus vaste mosaïque figurative de l'Antiquité romaine.

## Découverte et fouille du site
La villa romaine de Noheda est découverte de façon fortuite en 1984. Au cours de travaux agricoles, la famille Lledó, propriétaire des terrains, met au jour un morceau de mosaïque. Aucune recherche n'est alors menée de manière systématique jusqu'en 2005.
À la demande du découvreur, José Luis Lledó Sandoval, une première campagne de fouilles fut menée en 2005 par l'Institut du Patrimoine Historique d'Espagne (I.P.H.Et), Institut du patrimoine culturel d'Espagne (IPCE). Des campagnes postérieures furent menées par le Cabinet de Culture de la Junte des communautés de Castille-La Manche qui permettent de découvrir sur le site un grand nombre de pièces de la villa, en plus d'un complexe de thermes privés dans la pars urbana de l'édifice. Le Gouvernement régional de Castille-La Manche fait l'acquisition des terrains afin d'ouvrir le site aux visites en 2015. Le site ouvre aux visiteurs en 2019.

## Description

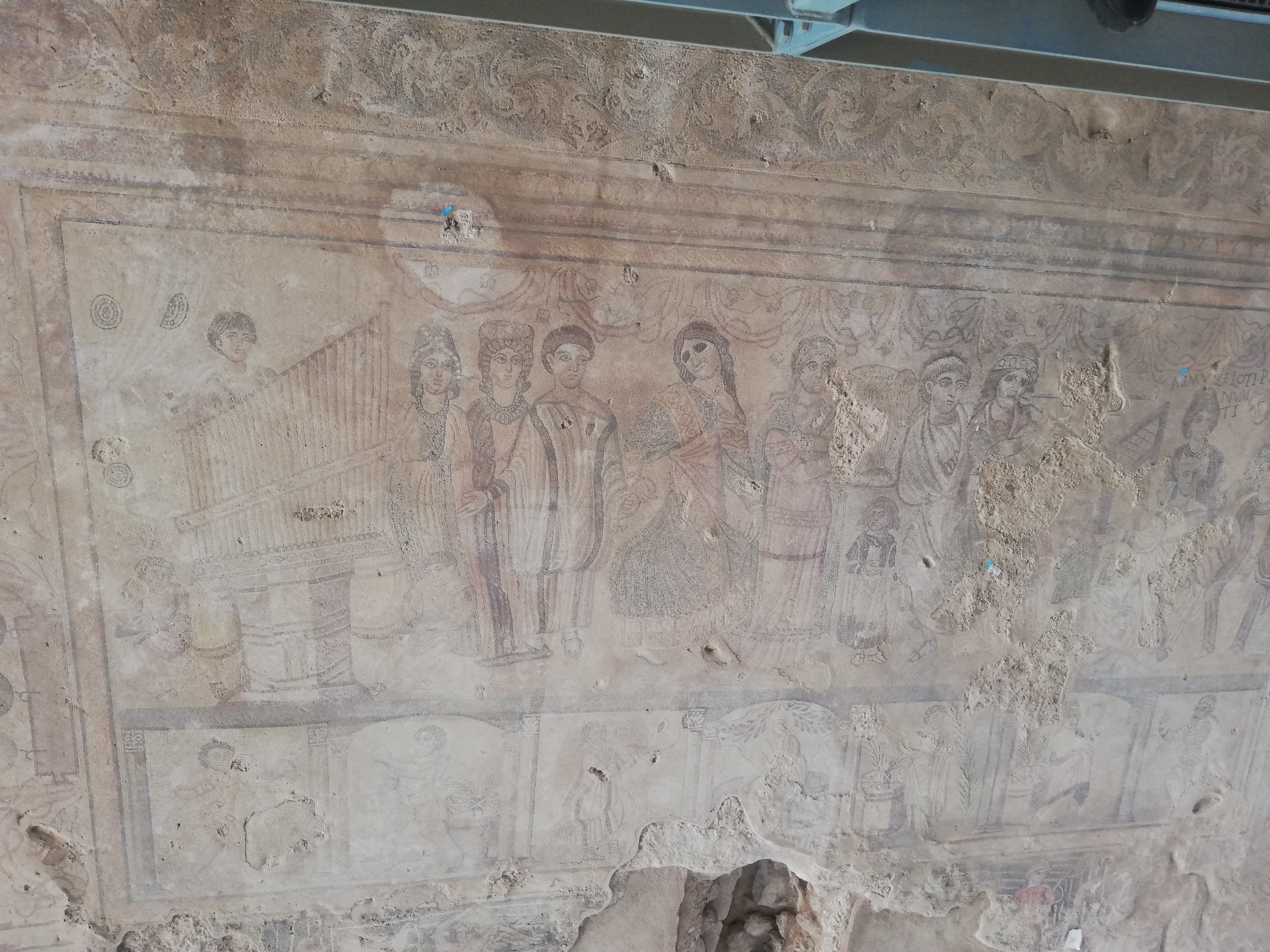
Détail d'une des mosaïques du site de Noheda

Le site archéologique est constitué pour l'essentiel des restes d'une grande villa romaine, domaine agricole d'agrément destiné à un riche propriétaire terrien et à sa main d’œuvre servile employée aux champs. Plusieurs pièces de la villa ont été mises au jour, notamment au sein de la pars urbana (la partie résidentielle) de ce complexe rural du Bas-Empire. 
Parmi les pièces remarquables, l'une, ouverte vers l'ouest, est formée d'un plan rectangulaire flanqué de trois exèdres. Cette salle est un triclinium, une salle de banquet, d'une surface d'environ 300 m2. Elle est pavée de mosaïques, poursuivie à la base des murs par un parement en opus sectile. Les registres supérieurs des murs sont décorés par des peintures murales. 
Le programme décoratif met en scène des Muses, divinités patronnes de la création artistique dans l'Antiquité. Il se compose notamment d'une scène principale où est représenté un cortège nuptial, diverses scènes secondaires parmi lesquelles se trouve un Dionysos accompagné de son cortège de satyres et de ménades, et divers panneaux aux décors géométriques et végétaux. Les mosaïques représentent également les scènes mythologiques de l’enlèvement d’Hélène, du jugement de Pâris ainsi qu'une représentation d'Athéna de deux mètres de haut.
Au nord-est du triclinium se trouve une salle de dimensions plus réduites, de plan octogonal. La base des murs comporte des restes d'un décor végétal en stuc. Autour de ces salles se trouvent des chambres annexes où ont été récupérés des restes de peintures et de stucs décoratifs. D'autres aménagements et éléments de décor ont été retrouvés : conduites d'eau et d'air chaud, éléments meubles, fragments de sculptures en marbre blanc. Le repérage, en surface, dans les champs voisins, de nombreux restes de marbre et de décor, indique que l'étendue totale du complexe est encore à déterminer par la fouille.  